# Universität für Gestaltung Nagaoka

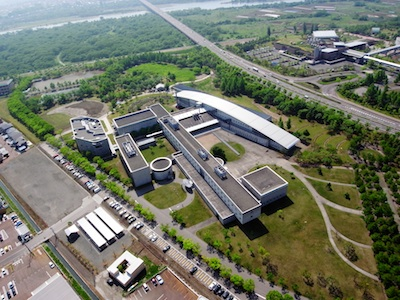
Luftbild (2010)

Die Universität für Gestaltung Nagaoka (japanisch 長岡造形大学 Nagaoka zōkei daigaku; engl. Nagaoka Institute of Design, kurz: NID) ist eine städtische Universität in Nagaoka in der Präfektur Niigata (Japan).
Gegründet wurde sie 1994 als private Universität, deren Träger (Bildungskörperschaft) von der Stadtverwaltung Nagaoka eingerichtet wurde. 1998 richtete sie die Graduiertenschule (Masterstudiengänge) ein, 2001 dann die Doktorkurse. 2014 wurde sie zur städtischen Universität.

## Fakultäten
- Fakultät für Gestaltung
  - Abteilung für Design
  - Abteilung für Bildende Kunst und Handwerk
  - Abteilung für Architektur und Umweltdesign